# Kilian Senkbeil
Kilian Senkbeil (* 22. Mai 1999 in Leipzig) ist ein deutscher Fußballspieler. Östlich von Leipzig aufgewachsen, verbrachte er acht Jahre in der Jugend von RB Leipzig, bevor er im Sommer 2018 zur Amateurmannschaft des FC Bayern München wechselte. Nach einem Jahr in der viertklassigen Regionalliga Bayern stieg er mit der Mannschaft in die 3. Liga auf und nach zwei Jahren wieder aus dieser ab. Im Sommer 2021 verließ er den FC Bayern und schloss sich im Juli 2023 dem FSV Zwickau in der Regionalliga Nordost an.
Er spielt meist in der Innenverteidigung, seltener auch als Außenverteidiger oder im defensiven Mittelfeld. Von 2015 bis 2017 bestritt er einzelne Länderspiele für diverse deutsche Junioren-Nationalmannschaften.

## Sportliche Laufbahn

### Verein

#### Anfänge in Sachsen
Kilian Senkbeil stammt aus Machern, einer Gemeinde wenige Kilometer östlich von Leipzig gelegen. Mit dem Vereinsfußball begann er als Sechsjähriger beim örtlichen SV Tresenwald Machern. Vier Jahre spielte er dort, bevor ihn sein Weg zum 1. FC Lokomotive Leipzig führte, einem der beiden großen Traditionsvereine Leipzigs. Dort blieb er jedoch nur ein Jahr, denn schon 2010, nun elf Jahre alt, erfolgte der Wechsel zum erst im Vorjahr vom österreichischen Red-Bull-Konzern neugegründeten Verein RB Leipzig. Dort durchlief Senkbeil nun die verschiedenen Jugendmannschaften. 2015 erreichte er als B-Jugendlicher mit seiner Mannschaft das Halbfinale um die deutsche B-Junioren-Meisterschaft, wo man aber dem späteren Titelgewinner Borussia Dortmund deutlich unterlegen war. Ab dem Frühjahr 2016 kam er zu ersten Einsätzen für die A-Jugend, rückte im Sommer ganz in eben jene U19 auf und wurde ein Jahr später deren Mannschaftskapitän. In jener Saison bestritt er mit seinem Team auch mehrere Spiele in der UEFA Youth League, schied aber bereits frühzeitig aus dem Wettbewerb aus.

#### Wechsel nach München
Nach acht Jahren bei RB Leipzig, erfolgreichem Abitur und dem Jugendalter entwachsen führte Senkbeils weiterer Karriereweg zu den Amateuren des FC Bayern München, die in der viertklassigen Regionalliga Bayern spielten und dort den Aufstieg in die 3. Liga anstrebten. Im Rahmen der Saisonvorbereitung kam er in zwei Testspielen der Profimannschaft des FC Bayern München zum Einsatz, ebenso kurze Zeit später in der Allianz-Arena beim Abschiedsspiel für Bastian Schweinsteiger. Den Alltag bestritt er jedoch mit der Amateurmannschaft und konnte sich dort keinen Stammplatz erkämpfen. Im Saisonverlauf kam er dort nur bei 13 der 36 Pflichtspiele zum Einsatz, die meisten davon waren zudem Kurzeinsätze als Einwechselspieler. Beim Premier League International Cup, einem in England stattfindenden Wettbewerb zwischen englischen und kontinentaleuropäischen U23-Mannschaften, bestritt er mehrere Spiele für die Bayern-Amateure und trug damit zum Titelgewinn bei. Am Ende der Regionalliga-Saison schaffte Senkbeil mit seiner Mannschaft den angestrebten Aufstieg in die 3. Liga.
Im ersten Drittligaspiel, einer 1:3-Niederlage bei den Würzburger Kickers, spielte Senkbeil über die volle Spielzeit, zog sich jedoch bereits kurze Zeit später einen Meniskusriss zu und fiel für mehrere Wochen aus. Ab Oktober kam er zu vier weiteren Einsätzen für die Bayern-Amateure bis zur Winterpause, bevor ihn die nächste Verletzung stoppte. Von März bis Mai 2020 war die Saison dann aufgrund der Corona-Pandemie unterbrochen. Nach der Wiederaufnahme des Spielbetriebs mit Geisterspielen ab Ende Mai kam Senkbeil wieder zu mehreren Einsätzen und wurde mit der Mannschaft Drittligameister. Zu Beginn der Folgesaison stand er mehrfach in der Anfangsformation, im Oktober 2020 stand er zudem erstmals bei einem Pflichtspiel der Profimannschaft im Kader. Beim Erstrundenspiel des DFB-Pokals gegen den fünftklassigen 1. FC Düren, welches nach Heimrechttausch in der Allianz-Arena stattfand, saß er auf der Reservebank. Bei jenem Spiel wurde allerdings seitens Trainer Hansi Flick auf mehrere Stammspieler verzichtet, die teils noch am Vortag mit ihren Nationalmannschaften im Einsatz gewesen waren und zudem nur zwei Tage später zum Bundesligaspiel in Bielefeld antreten mussten. Im weiteren Verlauf der Drittligasaison kam Kilian Senkbeil bei den Bayern-Amateuren unter Trainer Holger Seitz nur noch sporadisch zum Einsatz. Nach dem Trainerwechsel Anfang April 2021, als das Duo Danny Schwarz/Martin Demichelis die Amateurmannschaft übernahm, wurde Senkbeil gar nicht mehr eingesetzt. Sein im Sommer 2021 auslaufender Vertrag wurde nicht verlängert und so wurde er vor dem letzten Saisonspiel der Bayern-Amateure, einem Heimspiel gegen den Halleschen FC, von Seiten des FC Bayern verabschiedet.

#### Nach längerer Suche nun in Thüringen und Lettland
Beim Trainingsauftakt der Würzburger Kickers, gerade aus der 2. Bundesliga abgestiegen, war Senkbeil am 16. Juni 2021 als Probespieler mit dabei. Mit Alexander Lungwitz und Dennis Waidner hatten die Würzburger bereits zwei von Senkbeils Mitspielern von den Bayern-Amateuren verpflichtet. Zu einem Vertragsabschluss mit Senkbeil kam es jedoch nicht, laut Kickers-Sportvorstand Sebastian Schuppan sei die Trainingsmöglichkeit für Senkbeil eher ein Freundschaftsdienst, Bedarf auf dessen Spielposition habe man nicht. So kam Senkbeil lediglich zu vier Testspieleinsätzen für die Kickers. Seitdem hielt er sich beim VDV-Proficamp in der Sportschule Wedau in Duisburg fit. Dort bietet die Spielergewerkschaft VDV vereinslosen Profis unter der Leitung des ehemaligen Bundesligatrainers Peter Neururer die Möglichkeit, sich fit zu halten und sich in Testspielen für einen neuen Verein zu empfehlen. Anschließend trainierte Senkbeil bei der U21 des Hamburger SV mit, die in der viertklassigen Regionalliga Nord spielte.
Mitte November 2021 endete die mehrmonatige Suche nach einem neuen Verein im östlichen Zipfel Thüringens. Dort schloss sich Senkbeil dem in der Regionalliga Nordost spielenden ZFC Meuselwitz an. Der bereits seit 2009 viertklassig spielende Verein aus dem Landkreis Altenburger Land belegte in der 20 Vereine umfassenden Liga zu jenem Zeitpunkt den 16. Platz. Für den ZFC absolvierte der Innenverteidiger als Stammkraft 19 Liga- sowie drei Landespokalpartien, wobei er in diesem Mannschaftsteil am häufigsten mit Felix Müller zusammenspielte. Am Saisonende landete Senkbeil mit der Mannschaft auf dem 14. Platz, der zum Klassenerhalt reichte, und sieben Konkurrenten hatten noch mehr Gegentore hinnehmen müssen als Meuselwitz. Im Endspiel um den Thüringer Pokal stand es lange 0:0, ehe Fabian Eisele gut 20 Minuten vor Schluss für den FC Carl Zeiss Jena traf.
Im Sommer 2022 erfolgte ein Wechsel nach Lettland, wo die hiesige Virslīga bereits seit Mitte März spielte. Für den zu dieser Saison aufgestiegenen FK Auda spielte Senkbeil zusätzlich zum Ligabetrieb auch im Pokal. In dessen Endspiel war er mit dem Team erfolgreich, was ihn und Auda später zur Teilnahme an der Qualifikation zur UEFA Europa Conference League 2023/24 berechtigen würde. 

#### Über Freiberg nach Zwickau
Ende Januar wechselte er zurück nach Deutschland und er schloss sich dem SGV Freiberg in der Regionalliga Südwest an.
Im Sommer 2023 wechselte er zurück in die Regionalliga Nordost zum FSV Zwickau.

### Nationalmannschaft
Seinen ersten Länderspieleinsatz bestritt Kilian Senkbeil im März 2015 mit der U16-Nationalmannschaft im Rahmen einer Italien-Reise, bei zwei Spielen gegen die gastgebenden italienischen Altersgenossen kam er jedoch nur zu einem Kurzeinsatz. Dies blieb auch sein einziger Einsatz für die U16. Im Oktober desselben Jahres war er in die U17 aufgerückt, zählte dort allerdings noch zu den jüngeren Spielern. Während der 1998er-Jahrgang bei der U17-Weltmeisterschaft im fernen Chile weilte, war Senkbeil mit dem Jahrgang 1999 in Belgien aktiv und bestritt dort eines von zwei Spielen. Es folgten jedoch nur zwei weitere Einsätze für die U17. Senkbeil rückte dann zwar noch in die U18-Auswahl und in die U19 auf, kam aber weiterhin nur sporadisch für den DFB zum Einsatz, letztmals im Oktober 2017 im polnischen Gleiwitz bei seinem einzigen Einsatz für die U19 im Rahmen der letztlich erfolglosen Qualifikation für die U19-EM 2018.